# Ritter, Tod und Teufel
Ritter, Tod und Teufel, auch Der Reiter oder Ritter trotz(t) Tod und Teufel genannt, ist ein Kupferstich von Albrecht Dürer aus dem Jahr 1513. Zusammen mit Melencolia I und Der heilige Hieronymus im Gehäus zählt das Werk zu den drei so genannten Meisterstichen des Künstlers.
Wie auch andere Stiche des Künstlers zeichnet sich dieses Bild durch eine Vielzahl von Symbolen aus der Ikonographie aus.

## Bildinhalt und Symbolik
- Zentrale Figur ist ein Ritter in voller Montur auf einem Ross. Die feine anatomische Ausarbeitung des Pferdekörpers ist typisch für die Künstler der Renaissance, die sich für Naturwissenschaften und Anatomie interessierten. Wahrscheinlich wurde Dürer von Eindrücken seiner Italienreise beeinflusst, so entwarf er das Pferd nach einem selbstentwickelten, an Leonardo da Vinci angelehnten Proportionskanon. Der Reiter aus Dürers früheren Studien (Abb. unten links) ist das direkte Vorbild für den Ritter.
- Begleitet wird er von einem Hund, der mit Treue und Glaube (fides) assoziiert wird und ein oft verwendetes Motiv von Dürer ist. Im rechten unteren Teil flieht eine Eidechse, die man mit Gotteseifer assoziiert, in die entgegengesetzte Richtung.
- Zwei weitere, weniger vertrauenerweckende Begleiter des Ritters sind der Tod und der Teufel. Der Tod wird dargestellt als bärtige, sieche Gestalt mit Schlangenhaar auf einem alten, klapprigen Pferd und mit der Sanduhr als Symbol für die Vergänglichkeit. Der Teufel ist eine besonders phantasievolle Kreation, eine Mischung aus verschiedenen Tieren, also eher ein Kentaur mit Hörnern und einem Spieß in der Hand.
- Links unten befindet sich eine Plakette (Tabula ansata), die die Initialen des Künstlers und das Erstellungsjahr des Kunstwerks festhält. Darüber befindet sich ein Totenschädel, ein weiteres Symbol für den Tod.
- Der Ritter scheint in einer Art Tal auf einem Weg zu reiten. Im Hintergrund ist eine Burgszene zu erkennen, die dem Nürnberg der damaligen Zeit ähnelt. Bemerkenswert ist die „Untersicht“, die Dürer verwendet. Man sieht das Wurzelwerk, der Ritter ist quasi schon lebendig begraben, dem Tod also schon näher, als es sein Gesichtsausdruck verrät.
- Noch sitzt der Ritter stolz auf seinem Pferd, aber bald kann er Tod bringen und selbst den Tod erleiden. Der Totenkopf unten im Bild, hinter der Namenstafel von Albrecht Dürer, weist unmissverständlich darauf hin.
- Der Ritter steht für die vita activa, ein aktives, kämpferisches Leben, der aber auch im Kampf das Risiko eingeht, bald zu sterben. Damit könnte es ein „memento mori“ sein, was der Totenschädel neben der Initial-Tafel von A.D. mit Jahreszahl symbolisch auch auszudrücken versucht.

## Deutung

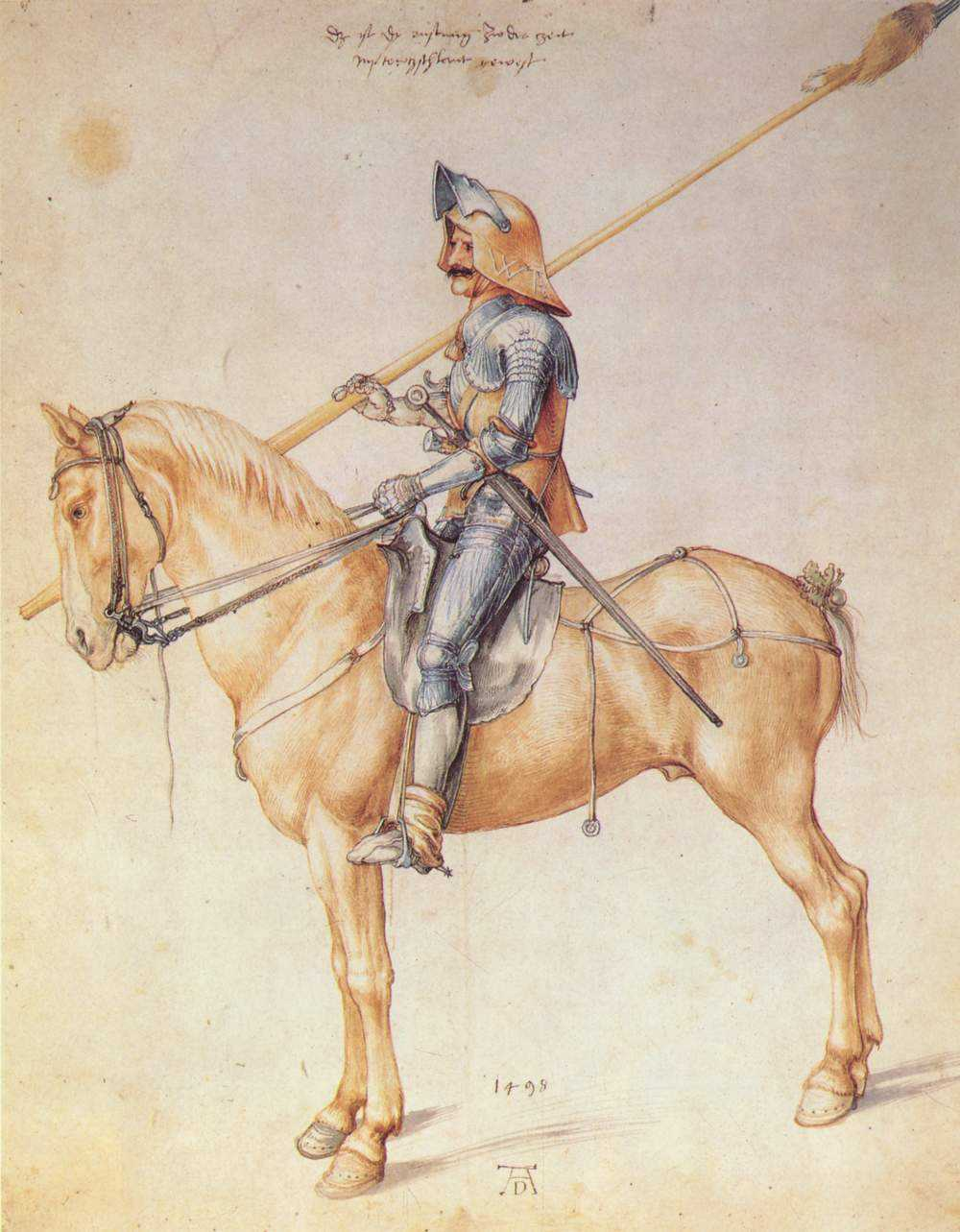
Dürer: Studie eines Ritters (1495)

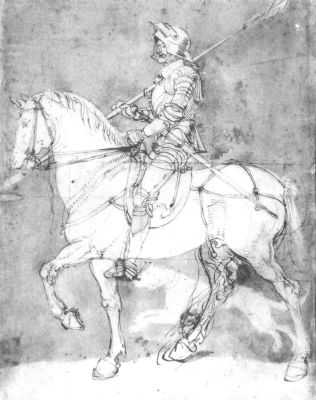
Dürer: Ritter zu Pferde, Studie von 1512/13

Ein naheliegender Deutungsansatz besteht darin, einen Zusammenhang mit den beiden anderen Meisterstichen herzustellen, die unterschiedliche Arten der Lebensführung und Geisteshaltung symbolisieren. Der Ritter steht für die vita activa; er ist der edelmütige Kämpfer, der Teufel und Tod die Stirn bietet. Auch wenn die eigentliche Zeit des Rittertums zur Zeit Dürers bereits abgelaufen war, blieb die Vorstellung von ritterlichen Idealen lebendig.
Doch fehlt im Bild nicht die Tragik: Der Ritter reitet nämlich in den Tod, wie seine Begleiter und der auf dem Boden liegende Totenkopf verdeutlichen. Sein Weg führt ihn gewissermaßen in ein Tal des Todes – möglicherweise in das Tal des Todes in Jerusalem, in das Hinnomtal. Die Stadt im Hintergrund könnte auch als Jerusalem, der Ort der Auferstehung Jesu Christi, gesehen werden (das himmlische Jerusalem, das künftige Paradies). Also ist der Weg des Ritters beides, sowohl Untergang als auch Heil.
Die Komposition, diese und andere Möglichkeiten der Interpretation verleihen dem Bild eine Spannung, wie sie für ein großes Kunstwerk bezeichnend ist.
Im Allgemeinen verharrt Dürer stilistisch aber noch in der mittelalterlichen Tradition der Reiterdarstellungen, obwohl er sich um eine exakte Proportionsabmessung innerhalb des Dargestellten bemüht.
Der Deutungsansatz von Mathias F. Müller sieht den Meisterstich im Zusammenhang mit der vierten Erneuerungsperiode des Schwäbischen Bundes 1512/13, wonach der Stich ikonografisch als eindringliche moralische Mahnung an die Mitglieder und als eine Vergänglichkeitsallegorie von Ruhm und Ehre zu verstehen ist.

## Sonstiges
Johann Geminger hat um 1590 ein Gemälde mit dem gleichnamigen Titel nach der Vorlage von Albrecht Dürers Kupferstich angefertigt.
Die Kunsthalle Karlsruhe zeigt dieses Werk (Inv.-Nr. 913) in der Ausstellung „Déjà-vu? – Die Kunst der Wiederholung von Dürer bis YouTube“ als ein Beispiel für „die vielfältigen Formen, Funktionen und Motive des Kopierens“. Sie „macht deutlich, dass Kopien und Originale im Lauf der Zeit verschiedene Funktionen erfüllen und sehr unterschiedliche Wertschätzungen erfahren konnten“, und „zeigt (…) das Neue als Rekurs auf das Alte, die Kunstgeschichte als ein System von Aneignungen und Ableitungen“.
Der damals in Hamburg lebende Schweizer Hermann Eidenbenz und Designer der dritten Serie der D-Mark-Banknoten beabsichtigte, den Stich auf der Rückseite des Tausend-D-Mark-Scheins abzubilden, jedoch wurde dieser Vorschlag von der Bundesbank verworfen.
Der Philosoph Friedrich Nietzsche schenkte den Stich seinem damaligen Freund Richard Wagner anlässlich des gemeinsamen Weihnachtsfestes in Tribschen.
Der Stich wird auch in Friedrich Dürrenmatts Kriminalroman Der Verdacht erwähnt. Der Protagonist Kommissär Bärlach tritt dort in die Rolle von Dürers Ritter.